# Štěrbina (Zabrušany)
Štěrbina je malá vesnice, část obce Zabrušany v okrese Teplice. Nachází se asi 1 km na severovýchod od Zabrušan. V roce 2011 zde trvale žilo 21 obyvatel.
Štěrbina leží v katastrálním území Všechlapy u Zabrušan o výměře 4,61 km².

## Historie
První písemná zmínka pochází z roku 1542.

## Obyvatelstvo
Při sčítání lidu v roce 1921 zde žilo devadesát obyvatel (z toho 48 mužů), z nichž bylo 26 Čechoslováků, 63 Němců a jeden cizinec. Všichni se hlásili k římskokatolické církvi. Podle sčítání lidu z roku 1930 měla vesnice 63 obyvatel: sedm Čechoslováků a 56 Němců. Kromě jednoho člověka bez vyznání byli římskými katolíky.
|                                                                    | 1869 | 1880 | 1890 | 1900 | 1910 | 1921 | 1930 | 1950 | 1961 | 1970 | 1980 | 1991 | 2001 | 2011 |
| ------------------------------------------------------------------ | ---- | ---- | ---- | ---- | ---- | ---- | ---- | ---- | ---- | ---- | ---- | ---- | ---- | ---- |
| Obyvatelé                                                          | 48   | 64   | 68   | 70   | 92   | 90   | 63   | 27   | 25   | 36   | 24   | 23   | 17   | 21   |
| Domy                                                               | 10   | 10   | 11   | 11   | 12   | 12   | 11   | 11   | .    | 5    | 5    | 7    | 7    | 8    |
| Počet domů z roku 1961 je zahrnut v domech místní části Zabrušany. |      |      |      |      |      |      |      |      |      |      |      |      |      |      |

## Pamětihodnosti
Na návsi stojí kaple z roku 1839, obnovená v letech 1930 a 1995. Věžička je bez zvonu.